# سد سه‌دره

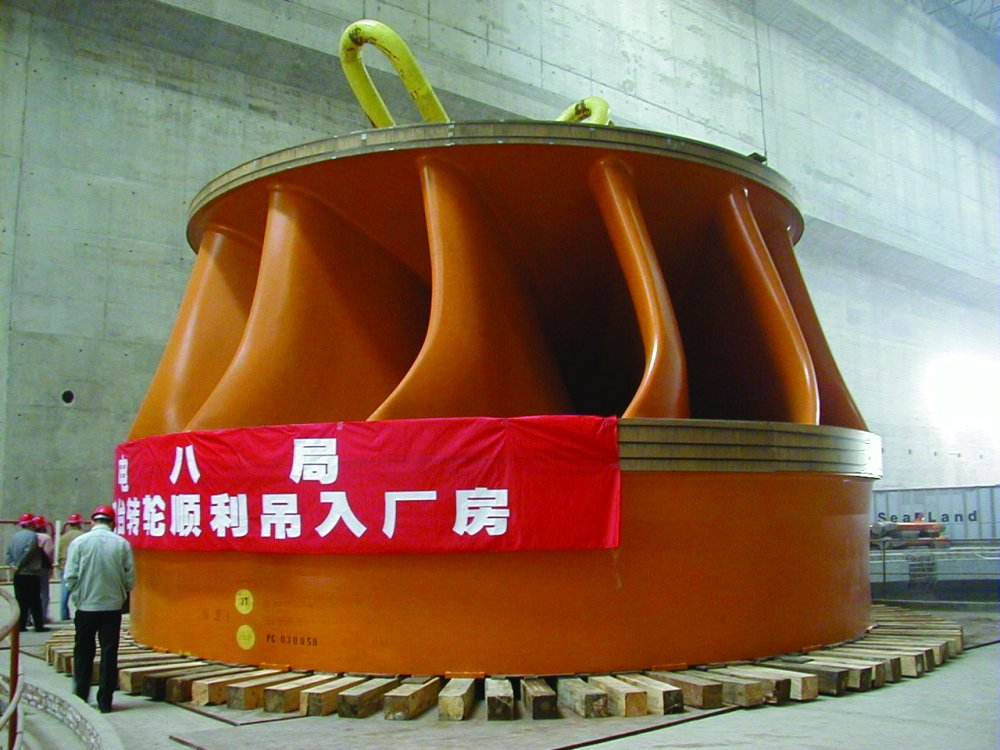
توربین فرانسیس در سد سه‌دره

سد سه‌دره یا سد سه دهانه (به انگلیسی: Three Gorges Dam)، که بر روی رود یانگ‌تسه در چین ساخته شده‌است. نیروگاه برق‌آبی ساخته‌شده در این سد، بزرگ‌ترین نیروگاه جهان (در بین همهٔ انواع نیروگاه‌ها) است و از نظر تولید برق از سد ایتایپو پیشی گرفته‌است.
کار ساخت بدنهٔ این سد، در سال ۲۰۰۶ به پایان رسید، ولی تکمیل سد و تأسیسات نیروگاه برق‌آبی آن در ۴ ژوئیه ۲۰۱۲ با نصب آخرین توربین به پایان رسید. از زمان تکمیل نیروگاه برق‌آبی این سد در سال ۲۰۱۲ میلادی، توان تولید برق آن برابر با ۲۲۵۰۰ مگاوات می‌باشد. لازم است ذکر شود توان ۲۲۵۰۰ مگاواتی این سد با بهره‌گیری از ۳۲ ژنراتور ۷۰۰ مگاواتی و ۲ ژنراتور ۵۰ مگاواتی فراهم شده‌است.
در سال ۲۰۱۴ میلادی نیروگاه برق‌آبی این سد با تولید ۹۸٫۸ تراوات ساعت انرژی از نظر میزان انرژی تولیدی در سال به رتبه اول جهان دست یافت. این در حالی است که تولید انرژی سالانه سد ایتایپو ۸۷٫۸ تراوات ساعت در سال ۲۰۱۴ بود.
این سد علاوه بر تولید برق، ظرفیت کشتی‌رانی رودخانه یانگ‌تسه را افزایش داده و همچنین پتانسیل وقوع سیل در پایین‌دست را به کمک فراهم کردن فضای ذخیره سیل کاهش داده‌است. دولت چین به این پروژه به عنوان یک مهندسی تاریخی و همچنین یک موفقیت اجتماعی و اقتصادی نگاه می‌کند. توربین‌های بسیار بزرگ و در ضمن بسیار پیشرفته این نیروگاه برق‌آبی گامی به سوی کاهش انتشار گازهای گل‌خانه‌ای است. با این حال، با آب‌گیری این سد برخی از محوطه‌های باستان‌شناسی و فرهنگی منطقه به زیر آب رفت و سبب آواره شدن حدود ۱٫۳ میلیون نفر شد. ضمن آنکه باعث تغییرات زیست‌محیطی قابل توجهی، از جمله افزایش خطر رانش زمین شد. به هر صورت این سد یک موضوع بحث‌برانگیز هم در داخل و هم در خارج از کشور چین بوده‌است.

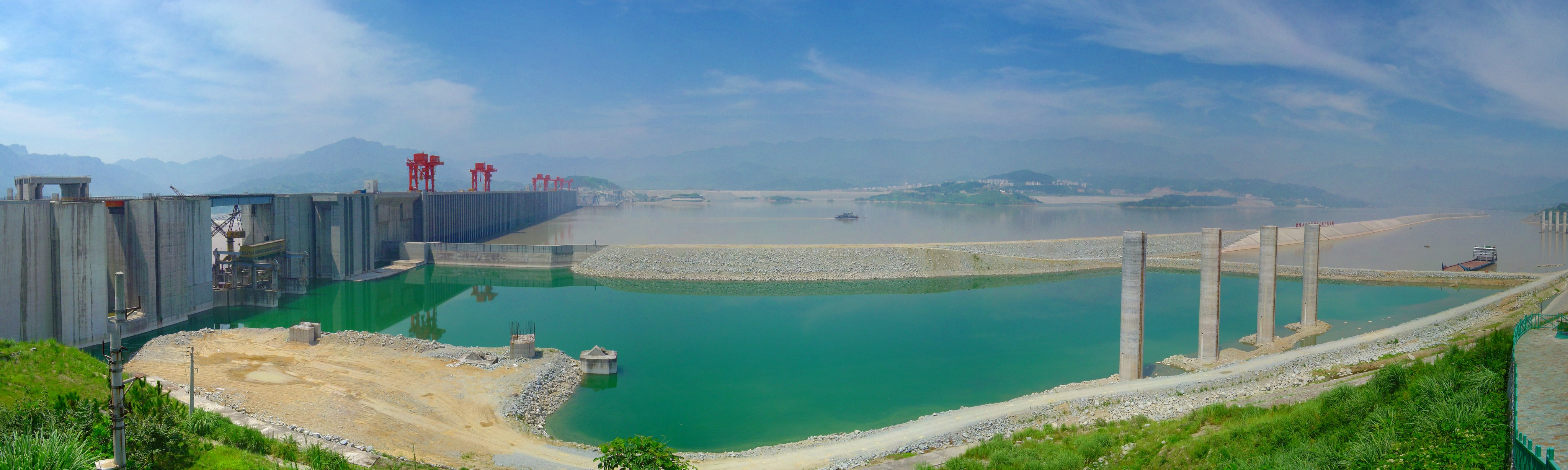
سراسرنمای سد سه‌دره